# Ydes
 Ydes  es una población y comuna francesa, situada en la región de Auvernia, departamento de Cantal, en el distrito de Mauriac y cantón de Saignes.

## Demografía
| 2075 | 2037 | 1970 | 1980 | 1965 | 1931 |
| Para los censos de 1962 a 1999 la población legal corresponde a la población sin duplicidades (Fuente: INSEE [Consultar]) |      |      |      |      |      |

Es la comuna más poblada del cantón.